# Aviaexpress
Aviaexpress — бывшая авиакомпания, базировавшаяся в Венгрии. Была основана в 1988, а ликвидирована в 2003 году. В своем флоте имела 2 самолета Let L-410 Turbolet